# Walter Raleigh
Walter Raleigh (1552 – 29 tháng 10 năm 1618) – là nhà chính trị, nhà sử học, nhà thơ Anh. Nổi tiếng với những vụ cướp tàu biển của Tây Ban Nha dưới thời Elizabeth I nên được phong tước hiệp sĩ năm 1585 hoặc qua các vụ đàn áp khởi nghĩa ở Ai-len mà nhận được rất nhiều đất đai. Một giai thoại kể rằng có lần nữ hoàng cần bước qua một vũng nước thì Raleigh đã vứt chiếc áo khoác đắt tiền của mình vào vũng nước để cho nữ hoàng khỏi ướt chân. 

## Tiểu sử
Raleigh sinh ra trong một gia đình theo đạo Tin lành ở Devon. Là con trai của Walter Raleigh và Catherine Champernowne. Từng học Đại học Oxford trong các năm khoảng từ 1568 – 1572. Năm 1584 Raleigh bắt đầu khảo sát vùng đất dọc theo sông Roanoke và đặt tên vùng đất này là Virginia (Mỹ). Các năm 1585 – 1587 tiến hành thiết lập chế độ thuộc địa ở vùng đất này. Raleigh là người rất được kính trọng ở nước Mỹ, đặc biệt là ở các bang Virginia và Bắc Carolina, dân chúng coi ông như là một trong những người khai sáng nền văn minh của nước Mỹ. Thủ phủ bang Bắc Carolina được đặt theo tên ông – thành phố Raleigh.
Sau khi nữ hoàng Elizabeth I mất, vua James I cho Raleigh vào nhà tù Tháp vì tội ủng hộ Arbella Stuart lên ngôi. Sau đó bị kết án tử hình vì tôi phản quốc nhưng rồi lại được hoãn đến một thời hạn không xác định. Thời gian ngồi tù ông viết "Lịch sử Thế giới" và làm thơ.
Năm 1616 ông lại sang châu Mỹ đi tìm El Dorado nhưng thất bại. Tuy vậy trong cuộc tìm kiếm này, ông và các cộng sự đã vi phạm hòa ước với Tây Ban Nha do đã tấn công và lục soát các vùng thuộc địa của họ. Khi trở về Anh, theo yêu cầu của đại sứ Tây Ban Nha, ông bị xử theo bản án trước đó, bị chặt đầu ở Whitehall năm 1618. Trước khi chết, Raleigh viết bài thơ The Soul's Errand.

## Tác phẩm
- The works, v. 1—8, Oxf., 1829.

## Một số bài thơ
| Gửi con trai Có ba thứ cho hạnh phúc dài lâu Một khi số kiếp còn chưa cản trở Nhưng đến ngày chúng gặp nhau một chỗ Thì ngày này không tránh khỏi khổ đau. Ba thứ: rừng, mầm cây, tuổi thiếu niên Chiếc cầu treo kết từ nhiều thanh gỗ Dây gai dầu dùng làm dây buộc nó Còn kẻ chơi bời lêu lổng – là con. Để ý xem: một khi chúng đứng riêng Mầm cây non, và rừng, và con trẻ. Nhưng hễ gặp nhau – cót két ván sàn Dây buộc rung lên – thiếu niên đau khổ. Cầu Chúa cho con khỏi điều tai họa Tránh sự gặp nhau của những thứ này. Bản dịch của Nguyễn Viết Thắng | Sir Walter Raleigh To His Son Three thinges there bee that prosper up apace And flourish, whilest they growe a sunder farr, But on a day, they meet all in one place, And when they meet, they one an other marr; And they bee theise, the wood, the weede, the wagg. The wood is that, which makes the Gallow tree, The weed is that, which strings the Hangmans bagg, The wagg my pritty knave betokeneth thee. Mark well deare boy whilest theise assemble not, Green springs the tree, hempe growes, the wagg is wilde, But when they meet, it makes the timber rott, It frets the halter, and it choakes the child. Then bless thee, and beware, and lett us praye. Wee part not with thee at this meeting day. |